# Arnus Vallis
Arnus Vallis bývalo řečiště na povrchu Marsu, údolí se nachází v kvadrátu Syrtis Major. Severní šířka činí 14,1 a západní délka činí 289,5. Údolí je kolem 280 km dlouhé, jméno má podle italské řeky Arno (dřívější název Arena Rupes).

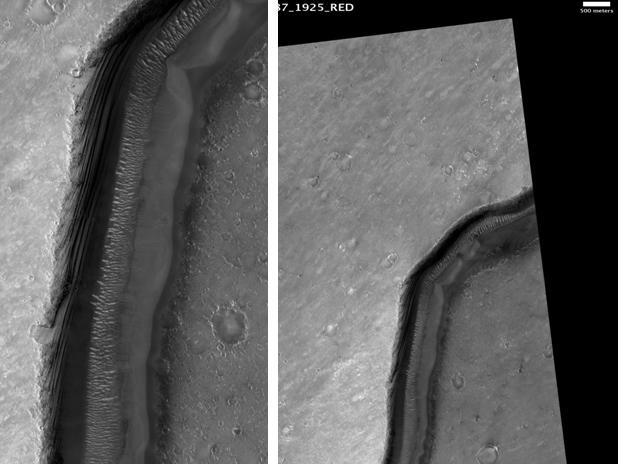
Arnus Vallis na Marsu (HiRISE).